# Òxid de manganès
L'òxid de manganès és el nom genèric que reben els òxids i hidròxids de manganès sense una composició exacta, sovint poc cristal·lins.
El terme wad, sovint un sinònim dels òxids de manganès, va ser un dels primers termes que els miners empraven per referir-se a diverses substàncies minerals de color negre. Aquests minerals terrosos de manganès ja s'utilitzaven com a pigments a la prehistòria i en la fabricació de vidre a l'antiga Roma.
Els minerals que poden considerar-se òxids de manganès si no s'analitzen prèviament són: akhtenskita, asbolana, aurorita, birnessita, coronadita, criptomelana, feitknechtita, groutita, hausmannita, hol·landita, manganita, psilomelana, pirocroïta, pirolusita, ramsdellita, rancieïta, romanechita, todorokita i vernadita.